# Хазяїн (біологія)
У біології, і зокрема в паразитології хазяїн (первинний або остаточний хазяїн, проміжний хазяїн, паратенічний хазяїн) — «організм, в якому або на якому живе паразит». Для повного розвитку деяких найпростіших необхідна наявність проміжного хазяїна, в тілі якого паразит розвивається.
Хазяїн — організми, які містять іншого всередині або переносять його на собі, або в симбіозі паразитизму, комменсалізму або мутуалізму. 

## Паразитологія
Паразитизм є переважно екологічним поняттям, і позначає біотичні (трофічні, часові, просторові) взаємовідносини між організмами, один з яких є хазяїном (живителем), а інший — паразитом, що використовує останнього для регулювання своїх взаємовідносин з навколишнім середовищем.
Термін використовується на позначення зв'язку у взаємовідносинах в системі «паразит-хазяїн» на рівні організму.  Система «паразит-хазяїн» — одна з найважливіших у паразитології та екології, оскільки характеризує коадаптивні реакції двох і більше антигенно та генетично чужерідних організмів. У паразитології подібні системи бувають подвійними (паразит-хазяїн), потрійними (паразит-переносник-хазяїн) та множинними (паразит-проміжний хазяїн-основний хазяїн).
- Остаточний хазяїн (або дефінітивний хазяїн), якого іноді також називають первинним хазяїном, — це хазяїн, у якому паразитує доросла стадія паразиту та/або здійснює статеве розмноження.[2] Паразит або симбіонт виростає до зрілості, проходить статеву стадію.
- Проміжний хазяїн, іноді також званий вторинним хазяїном, є хазяїном, у якому паразит зазнає личинкової еволюції (паразитує в личинковій стадії) та/або здійснюватиме нестатеве розмноження.[2] Паразит або симбіонт проходить певну стадію свого розвитку тільки протягом короткого періоду.
- Паратенічний хазяїн є додатковим хазяїном у життєвому циклі паразита.

### Приклади
— для трипаносом, збудників трипаносомозів, людина є первинним хазяїном, а муха цеце — вторинним і водночас переносником.
 — паразитування дрібних видів паразитів на інших паразитичних організмах (цистицеркоїд дипілідіуму у личинках бліх та волосоїдів).
 — остаточним хазяїном малярійних плазмодіїв (це збудники малярії рептилій, птахів, ссавців; для людини патогенні 5 видів малярійного плазмодія: Plasmodium vivax — збудник триденної малярії; Plasmodium ovale — збудник малярії типу триденної; Plasmodium malariae — збудник чотириденної малярії; Plasmodium falciparum — збудник тропічної малярії; Plasmodium кnowlesi — збудник щоденної малярії) є самка малярійного комара роду Anopheles (специфічний переносник), а проміжний хазяїн — людина.
 — для печінкового сисуна (або фасціоли (лат. Fasciola hepatica) — збудник фасціольозу з повсюдним географічним поширенням) остаточним хазяїном є велика і дрібна рогата худоба, інколи людина, а проміжний хазяїн — молюск ставковик малий (лат. Galba truncatula).
 — корисні або нейтральні симбіонти людини за певних умов можуть набувати патогенності (кишкова паличка (лат. Escherichia coli) у разі дисбактеріозу шлунково-кишкового тракту), а паразитичні або патогенні організми можуть не завдавати шкоди організму хазяїна за його відповідного стану (холерний вібріон за певних параметрів рН у шлунку).
 — грампозитивна бактерія Pasteuria ramosa є бактеріальним паразитом дафній. Сприйнятливі господарі заражаються спорами в осаді або суспензії. Паразит розвивається в основному в порожнині тіла та м'язовій тканині хазяїна.

## Загальний опис
«Хазяїн» означає організм, який містить усередині вірус, паразита або симбіотичного партнера, зазвичай забезпечуючи його живленням і притулком. Наприклад, клітина може бути хазяїном для вірусу, рослина родини бобових може бути хазяїном для корисної бактерії-діазотрофа, тварина може бути хазяїном для паразитичного черва.
Ряд хазяїв або специфічність до хазяїв — набір хазяїв, яких організм може використовувати як партнер. У випадку паразитів людини, специфічність до хазяїв впливає на епідеміологію паразита або хвороби. Наприклад, мутації вірусі грипу приводять до можливості зараження свиней вірусом інших хазяїв, наприклад, людей та птахів. Така конфекція забезпечує можливість для змішування вірусних генів між існуючими штамами, проводячи до утворення нових вірусних агентів, достатньо відмінних, щоб вакцина проти одного штаму не діяла проти іншого.
Також існують резервуарні хазяї, тварини, у яких збудник не спричинює тяжкого захворювання, в результаті чого може тривалий час знаходитися і за наявності певних факторів і переносників передаватися основним хазяям.
Паразитологія (біологічні науки) досліджує взаємовідносини в системі паразит-хазяїн, мікологія (біологічні науки) досліджує механізми взаємовідносин грибів-паразитів і рослин-хазяїнів, вірусологія (біологічні науки) — галузь науки, яка вивчає властивості вірусів людини, тварин, рослин, бактерій, грибів і процеси, котрі вони спричиняють в організмі чутливих хазяїв, розробляє методи діагностики, лікування та профілактики вірусних інфекцій.